# Bananarama
  Bananarama  este un duo vocal feminin britanic, format inițial ca un trio în Londra, în 1981, de către trei prietene, Sara Dallin, Siobhan Fahey și Keren Woodward. Succesul lor atât pe clasamentele pop, cât si pe cele de dans le-a făcut să fie prezente în Guinness World Records ca fiind grupul feminin cu cele mai multe intrări din lume în clasamentele respective.
Între 1982 și 2009, grupul a avut 28 de melodii single, care s-au clasat în Top 50 ale UK Singles Chart.
Top 10 hit-uri ale grupului din Grup Top 10 din Marea Britanie includ It Ain't What You Do ... (1982), Really Saying Something (1982), Shy Boy (1982), Na Na Hey Hey Kiss Him Goodbye (1983), Cruel Summer (1983), Robert De Niro's Waiting ..." (1984) și Love in the First Degree (1987). 
În total, au avut 11 single-uri care au ajuns în SUA (Billboard Hot 100) (1983-1988), inclusiv două în Top 10, cu Cruel Summer (1984) - Am auzit un zvon (1987). Toate aceste melodii sunt asociate cu invazia MTV, condusă de canalul de muzică american.

## Carieră

### 1981-1982  — Anii timpurii
Bananarama s-a format în septembrie 1981, când adolescentele și prietene din copilărie Sara Dallin și Keren Woodward au cunoscut-o pe Siobhan Fahey. Ulterior, Dallin și Fahey studiau jurnalismul la London College of Fashion (Universitatea de Arte și Modă) și Woodward lucra la BBC din Portland Place. Dallin și Woodward trăiau la YWCA și urmau să piardă locuința. Atunci Paul Cook, bateristul formației Sex Pistols, cu care au devenit rapid prieteni după întâlnirea la un club, le-a oferit un loc unde să trăiască, deasupra fostului club unde formația sa (Sex Pistols) concerta adesea, pe strada Danemarca (Denmark Street), in Charing Cross.
Trio-ul a fost un asiduu urmăritor al scenelor de muzică punk rock și post-punk de la sfârșitul anilor 1970 și începutul anilor 1980. De cele mai multe ori, cântând în deschiderea concertelor, au realizat seturi improvizate vocale la concerte pentru diverse trupe precum The Monochrome Set, Iggy Pop, Department S, The Nipple Erectors și The Jam.

### 1982-1985 — "Deep Sea Skiving" și "Bananarama"
Bananarama a înregistrat cel mai mare succes în perioada 1982-1989, primele trei albume fiind în primul rând produse și co-scrise cu Jolley & Swain. Albumul lor de debut, "Deep Sea Skiving" (Marea Britanie # 7, SUA # 63) (1983) a cuprins mai multe hit-uri - "Really Saying Something" ] "(UK # 4) - și a inclus o versiune cover a melodiei " Na Na Hey Hey Kiss Me Goodbye "(UK # 5). Trupa a înregistrat la sfârșitul anului 1982 o versiune a piesei "No Senses" (a trupei Sex Pistols) pentru coloana sonoră a filmului britanic de comedie adolescentină "Party Party".
În perioada anilor 1982 și 1983, Bananarama a realizat mai multe turnee promoționale americane și apariții în spectacolele de televiziune cunoscute, așa cum erau American Bandstand și Solid Gold . Succesul în Statele Unite a venit în anul 1984 cu un Top Ten hit, "Cruel Summer".
Cel de-al doilea album al formației, omonimul Bananarama (UK #16, US #30) (1984) a implicat un efort colectiv și social mult mai conștient. Grupul a dorit să fie luat în serios, așadar a scris piese cu subiecte mult mai serioase. Astfel, "Hotline To Heaven" (UK#58) este o luare de poziție împotriva sub-culturii care afirma clar drogurile sunt faine (the "drugs-are-cool" culture), iar "Rough Justice" (UK#23) condamnează apatia socială.

### 1986–1987 —True Confessionsși succesul internațional
În 1986, a fost lansat cel de-al treilea album, "True Confessions" - Confesiuni adevărate - (UK # 46, US # 15), în care unele obligații de producere au fost preluate de Mike Stock, Matt Aitken și Pete Waterman, triou cunoscut ca Stock Aitken Waterman (ori SAW). Cooperarea a avut ca rezultat hitul internațional numărul unu, "Venus", o reluare a melodiei din 1969 a trupei Shocking Blue, care devenise hit în anul următor, 1970. Bătăile ritmice din cântec, orientate spre stilul dans, au reprezentat abordarea SAW pentru producția pop a melodiei. Bananarama a urmărit producătorii și a dorit colaborarea cu acești, după ce auziseră You Spin Me Round, hitul de succes al trupei Dead or Alive. De asemenea, în 1986, Dallin și Woodward au fost nominalizați ca soliști vocali pe două melodii de pe albumul "Family Album", produs de John Lydon.
Videoclipul pentru hitul "Venus" a fost difuzat în Statele Unite prin intermediul companiei de televiziune MTV. Grupul a apărut în diverse costume, incluzând un diavol, o seducătoare franceză, un vampir și o zeiță greacă. Videoclipul a marcat o schimbare esențială spre o imagine mai plină de farmec, mai feminină și mai sexy a grupului, care contrastează stilului „băiețesc” al tuturor aparițiilor anterioare ale grupului feminin.

## Membri
- Sara Dallin (1981–prezent)
- Keren Woodward (1981–prezent)

### Foste membre
- Siobhan Fahey (1981–1988, 2017–2018)

Fahey s-a reîntors pentru scurt timp pentru performanele Eurotrash din 1998 și G-A-Y din 2002.
- Jacquie O'Sullivan (1988–1991)

## Discografie

### Albume de studio
- Deep Sea Skiving (1983)
- Bananarama (1984)
- True Confessions (1986)
- Wow! (1987)
- Pop Life (1991)
- Please Yourself (1993)
- Ultra Violet (1995)
- Exotica (2001)
- Drama (2005)
- Viva (2009)
- In Stereo (2019)

## Concerte și turnee
- Lovekids Tour (1988)
- Bananarama World Tour (1989)
- Ultra Violet/Dance Mix 95 Tour (1995–1996)
- Bananarama Australian Tour (1997)
- Bananarama & Culture Club UK Tour (1999)
- Drama Tour (2005–2006)
- Here and Now Tour (2007–2009)
- Viva Tour (2009–2010)
- The Bananarama USA Tour (2012)
- Europe Tour (2014–2015)
- The 2016 Australian Tour (2016)
- The Original Line Up UK Tour (2017)
- The Original Line Up North America and European Tour (2018)
- The 2019 Australian Tour (2019)